# هاي مستاز (مقاطعة فارياب)
هاي مستاز (بالفارسية: موتورهای مستضعفین حور) هي مستوطنة تقع في كرمان في إيران. يقدر عدد سكانها بـ 110 نسمة بحسب إحصاء 2016.